# 武ノ里武三
武ノ里 武三（たけのさと たけぞう、1909年4月20日 - 没年不明）は、青森県五所川原市出身で出羽海部屋に所属した大相撲力士。本名は吉崎 武三。最高位は東前頭14枚目（1943年1月場所）。173cm・94kg。得意技は左四つ、寄り。

## 人物
1926年1月場所に初土俵を踏んで以降順調に出世し、東幕下5枚目で迎えた1930年10月場所で幕下優勝し、翌1931年1月場所に十両に昇進。しかし当場所は体調不良により4勝7敗と振るわず、翌5月場所も全休したため幕下に陥落。その直後の1932年1月の春秋園事件で天竜・大ノ里らと行動を共にし協会を脱退、翌年設立の関西角力協会に参加した。
関西角力協会では幕内で活躍、松ノ里、中ノ里とともに「大ノ里門弟三羽烏」と言われていた。
関西協会の解散後に帰参し、1938年5月場所より幕下35枚目格から再出発。再び順調に白星を重ね、2場所で十両復帰、十両でも2場所連続で勝ち越し、番付運もあって1941年5月場所で新入幕を果たした。初土俵から15年・32歳での新入幕であった。当場所は初日から11連敗して3勝12敗の大敗に終わり、1場所で十両に陥落した。しかしその後巻き返し、3場所の十両在位を経て1942年5月場所に再入幕し、当場所では10勝5敗と二桁勝利を修めた（これが結果的に幕内で唯一の勝ち越しとなった）。
下積み時代から同郷の大ノ里の指導を受けていたこともあり、相撲がうまく業師と評されていたが、体力不足・大人しい性格に加え、脱退のブランクもあり幕内は入幕2回、通算3場所務めただけに終わった。1944年1月場所限りで廃業した。

## エピソード
- 又従姉は横綱初代若乃花・大関初代貴ノ花兄弟の母である。
- 弟も同じ出羽海部屋から初土俵を踏んだが、最高位は序二段に留まり、2年足らずで廃業した。
- 幕下時代の双葉山に2連勝したことがある。
- 関西角力協会解散直後の1938年1月、大連で客死した大ノ里を一人看取り、葬儀を済ましてから帰参したため、他の帰参力士より復帰が1場所遅れた。
- 上述の関西角力協会解散から帰参までの期間に、元鷲尾嶽が経営していた会社に就職し勤務していたともされる。
- 上述の通り、新入幕場所は初日から11連敗を喫したが、これは1場所15日の本場所における新入幕初日からの最長連敗記録とされる。
- 同場所に入幕した佐渡ヶ嶋林蔵と共に、明治生まれ最後の新入幕力士であった。

## 主な成績
- 通算成績：94勝87敗 勝率.519
- 幕内成績：18勝27敗 勝率.400
- 現役在位：16場所
- 幕内在位：3場所
- 各段優勝
  - 幕下優勝：1回 (1930年10月場所)

### 場所別成績
| 1926年 （大正15年） | （前相撲）             | x                  | 新序 0–2             | x                    |
| 1927年 （昭和2年） | 東序ノ口18枚目 4–2     | 東序ノ口18枚目 1–1 | 東序二段40枚目 5–1   | 東序二段37枚目 0–1   |
| 1928年 （昭和3年） | 東三段目37枚目 4–2     | 東三段目43枚目 4–2 | 東三段目14枚目 4–2   | 東三段目14枚目 0–1   |
| 1929年 （昭和4年） | 東幕下25枚目 2–4       | 東幕下25枚目 3–3   | 東幕下34枚目 4–2     | 東幕下34枚目 4–2     |
| 1930年 （昭和5年） | 西幕下13枚目 3–3       | 西幕下13枚目 6–0   | 東幕下5枚目 4–2      | 東幕下5枚目 優勝 5–1 |
| 1931年 （昭和6年） | 東十両5枚目 4–7        | 東十両5枚目 0–0–11 | 西幕下2枚目 0–0–6    | 西幕下2枚目 2–4      |
| 1932年 （昭和7年） | 西幕下18枚目 – 脱退    | x                  | x                    | x                    |
| 1933年 （昭和8年） | x                      | x                  | x                    | x                    |
| 1934年 （昭和9年） | x                      | x                  | x                    | x                    |
| 1935年 （昭和10年） | x                      | x                  | x                    | x                    |
| 1936年 （昭和11年） | x                      | x                  | x                    | x                    |
| 1937年 （昭和12年） | x                      | x                  | x                    | x                    |
| 1938年 （昭和13年） | x                      | x                  | 東幕下付出35枚目 6–1 | x                    |
| 1939年 （昭和14年） | 東幕下17枚目 6–1       | x                  | 西十両14枚目 8–7     | x                    |
| 1940年 （昭和15年） | 東十両4枚目 9–6        | x                  | 西前頭18枚目 3–12    | x                    |
| 1941年 （昭和16年） | 東十両5枚目 7–8        | x                  | 西十両6枚目 9–6      | x                    |
| 1942年 （昭和17年） | 西十両4枚目 11–4       | x                  | 西前頭18枚目 10–5    | x                    |
| 1943年 （昭和18年） | 東前頭14枚目 5–10      | x                  | 東十両筆頭 6–9       | x                    |
| 1944年 （昭和19年） | 西十両4枚目 引退 6–9–0 | x                  | x                    | x                    |
| 各欄の数字は、「勝ち-負け-休場」を示す。 優勝 引退 休場 十両 幕下 三賞：敢=敢闘賞、殊=殊勲賞、技=技能賞 その他：★=金星 番付階級：幕内 - 十両 - 幕下 - 三段目 - 序二段 - 序ノ口 幕内序列：横綱 - 大関 - 関脇 - 小結 - 前頭（「#数字」は各位内の序列） |                        |                    |                      |                      |

### 幕内対戦成績
| 力士名 | 勝数 | 負数 | 力士名   | 勝数 | 負数 | 力士名   | 勝数 | 負数 | 力士名 | 勝数 | 負数 |
| ------ | ---- | ---- | -------- | ---- | ---- | -------- | ---- | ---- | ------ | ---- | ---- |
| 青葉山 | 1    | 2    | 大ノ森   | 1    | 1    | 小戸ヶ岩 | 1    | 0    | 柏戸   | 0    | 1    |
| 桂川   | 0    | 1    | 神風     | 0    | 2    | 清美川   | 0    | 1    | 九ヶ錦 | 0    | 3    |
| 小松山 | 1    | 1    | 佐賀ノ花 | 0    | 1    | 佐渡ヶ嶋 | 0    | 1    | 斜里錦 | 0    | 1    |
| 楯甲   | 1    | 0    | 鶴ヶ嶺   | 0    | 1    | 輝昇     | 1    | 0    | 冨ノ山 | 0    | 1    |
| 巴潟   | 0    | 1    | 盤石     | 2    | 0    | 広瀬川   | 1    | 0    | 二瀬川 | 0    | 1    |
| 双見山 | 2    | 0    | 松浦潟   | 0    | 3    | 若潮     | 1    | 1    | 若瀬川 | 0    | 1    |
| 若浪   | 0    | 1    | 若港     | 1    | 0    |          |      |      |        |      |      |